# Europees kampioenschap hockey vrouwen 2025
De 17e editie van het Europees kampioenschap hockey voor vrouwen werd van 9 tot en met 17 augustus 2025 gespeeld in het HockeyPark van Mönchengladbach, Duitsland. Tegelijkertijd werd ook het Europees kampioenschap voor mannen gespeeld. 
De finale tussen titelverdediger Nederland en gastland Duitsland eindigde in een overwinning voor Nederland, dat voor de vijfde opeenvolgende keer de Europese titel won. Het brons ging naar Spanje, dat in de troostfinale na shoot-outs van België won. Tijdens deze editie werd voor het laatst een toernooiformat met acht deelnemers gebruikt. In 2027 wordt een nieuw format met twaalf deelnemers ingevoerd.

## Kwalificatie
De volgende landenteams hadden zich gekwalificeerd: de beste zes teams van het Europees kampioenschap 2023 en de winnaars van de twee Europese kwalificatietoernooien.
| Toernooi                    | Data                | Plaats          | Quota | Gekwalificeerd                                     |
| --------------------------- | ------------------- | --------------- | ----- | -------------------------------------------------- |
| Europees kampioenschap 2023 | 19–27 augustus 2023 | Mönchengladbach | 6     | Nederland België Duitsland Engeland Ierland Spanje |
| Kwalificatietoernooien      | 22–25 augustus 2024 | Douai           | 1     | Frankrijk                                          |
| Kwalificatietoernooien      | 22–25 augustus 2024 | Glasgow         | 1     | Schotland                                          |
| Totaal                      | Totaal              | Totaal          | 8     |                                                    |

## Groepsfase
Alle tijden zijn lokaal (UTC+2).

### Groep A
| Pos | Team          | Wed | W | G | V | Ptn | DV | DT | +/− | Kwalificatie  |
| --- | ------------- | --- | - | - | - | --- | -- | -- | --- | ------------- |
| 1   | Nederland     | 3   | 3 | 0 | 0 | 9   | 13 | 1  | +12 | Halve finales |
| 2   | Duitsland (G) | 3   | 1 | 1 | 1 | 4   | 5  | 6  | −1  | Halve finales |
| 3   | Frankrijk     | 3   | 1 | 0 | 2 | 3   | 2  | 10 | −8  |               |
| 4   | Ierland       | 3   | 0 | 1 | 2 | 1   | 0  | 3  | −3  |               |

| 9 augustus 2025 15:30 |         |         |                                                               |
| Nederland             | 2–0     | Ierland | Scheidsrechters: Laurine Delforge (BEL) Magali Sergeant (BEL) |
| Burg 9' Jansen 37'    | verslag |         | Scheidsrechters: Laurine Delforge (BEL) Magali Sergeant (BEL) |

| 9 augustus 2025 18:00                    |         |             |                                                           |
| Duitsland                                | 4–1     | Frankrijk   | Scheidsrechters: Rebecca Edwards (ENG) Sandra Adell (ESP) |
| Strauss 13' Schwabe 15', 24' Micheel 22' | verslag | Verzura 43' | Scheidsrechters: Rebecca Edwards (ENG) Sandra Adell (ESP) |

| 11 augustus 2025 15:45 |         |              |                                                             |
| Ierland                | 0–1     | Frankrijk    | Scheidsrechters: Sophie Bockelmann (GER) Tim Meissner (GER) |
|                        | verslag | Duffrène 49' | Scheidsrechters: Sophie Bockelmann (GER) Tim Meissner (GER) |

| 11 augustus 2025 20:30 |         |                                             |                                                          |
| Duitsland              | 1–5     | Nederland                                   | Scheidsrechters: Rachel Williams (ENG) Ivona Makar (CRO) |
| Micheel 19'            | verslag | Moes 1' Matla 10' Sanders 13', 24' Veen 54' | Scheidsrechters: Rachel Williams (ENG) Ivona Makar (CRO) |

| 13 augustus 2025 17:30                            |         |           |                                                          |
| Nederland                                         | 6–0     | Frankrijk | Scheidsrechters: Paul Walker (ENG) Magali Sergeant (BEL) |
| Veen 11' Jansen 16', 34' Matla 20', 25' Fokke 44' | verslag |           | Scheidsrechters: Paul Walker (ENG) Magali Sergeant (BEL) |

| 13 augustus 2025 20:00 |         |           |                                                                  |
| Ierland                | 0–0     | Duitsland | Scheidsrechters: Sébastien Michielsen (BEL) Alex Fedenczuk (SCO) |
|                        | verslag |           | Scheidsrechters: Sébastien Michielsen (BEL) Alex Fedenczuk (SCO) |

### Groep B
| Pos | Team      | Wed | W | G | V | Ptn | DV | DT | +/− | Kwalificatie  |
| --- | --------- | --- | - | - | - | --- | -- | -- | --- | ------------- |
| 1   | België    | 3   | 2 | 1 | 0 | 7   | 9  | 2  | +7  | Halve finales |
| 2   | Spanje    | 3   | 1 | 2 | 0 | 5   | 5  | 4  | +1  | Halve finales |
| 3   | Engeland  | 3   | 1 | 0 | 2 | 3   | 4  | 4  | 0   |               |
| 4   | Schotland | 3   | 0 | 1 | 2 | 1   | 1  | 9  | −8  |               |

| 10 augustus 2025 10:15             |         |           |                                                           |
| Engeland                           | 3–0     | Schotland | Scheidsrechters: Ivona Makar (CRO) Lorijn de Kraker (NED) |
| Crackles 12' Walker 16' Owsley 52' | verslag |           | Scheidsrechters: Ivona Makar (CRO) Lorijn de Kraker (NED) |

| 10 augustus 2025 12:30 |         |                         |                                                               |
| België                 | 2–2     | Spanje                  | Scheidsrechters: Marcin Grochal (POL) Sophie Bockelmann (GER) |
| Vanden Borre 26', 51'  | verslag | Álvarez 10' Barrios 43' | Scheidsrechters: Marcin Grochal (POL) Sophie Bockelmann (GER) |

| 11 augustus 2025 13:30 |         |            |                                                            |
| Spanje                 | 1–1     | Schotland  | Scheidsrechters: Coen van Bunge (NED) Shane O'Donell (IRE) |
| L. Jiménez 12'         | verslag | McEwan 56' | Scheidsrechters: Coen van Bunge (NED) Shane O'Donell (IRE) |

| 11 augustus 2025 18:00 |         |                      |                                                            |
| Engeland               | 0–2     | België               | Scheidsrechters: Lorijn de Kraker (NED) Sandra Adell (ESP) |
|                        | verslag | Dewaet 13' Moors 50' | Scheidsrechters: Lorijn de Kraker (NED) Sandra Adell (ESP) |

| 13 augustus 2025 10:00    |         |            |                                                            |
| Spanje                    | 2–1     | Engeland   | Scheidsrechters: Laurine Delforge (BEL) Alison Keogh (IRE) |
| Molina 10' L. Jiménez 36' | verslag | Howard 12' | Scheidsrechters: Laurine Delforge (BEL) Alison Keogh (IRE) |

| 13 augustus 2025 12:15                                    |         |           |                                                          |
| België                                                    | 5–0     | Schotland | Scheidsrechters: Ben Göntgen (GER) Rebecca Edwards (ENG) |
| Ballenghien 1', 18' Rasir 27' Vanden Borre 31' Bonami 37' | verslag |           | Scheidsrechters: Ben Göntgen (GER) Rebecca Edwards (ENG) |

## Plaatsen 5 tot en met 8
De vier teams die op de laagste twee plaatsen in hun groep eindigden speelden een onderlinge competitie. De resultaten uit de onderlinge wedstrijden in de groepsfase werden meegenomen naar deze ronde.  
| Pos | Team      | Wed | W | G | V | Ptn | DV | DT | +/− |
| --- | --------- | --- | - | - | - | --- | -- | -- | --- |
| 5   | Engeland  | 3   | 3 | 0 | 0 | 9   | 10 | 2  | +8  |
| 6   | Schotland | 3   | 2 | 0 | 1 | 6   | 5  | 5  | 0   |
| 7   | Frankrijk | 3   | 1 | 0 | 2 | 3   | 2  | 7  | −5  |
| 8   | Ierland   | 3   | 0 | 0 | 3 | 0   | 3  | 6  | −3  |

| 15 augustus 2025 12:30 |         |                                    |                                                              |
| Ierland                | 2–3     | Schotland                          | Scheidsrechters: Rachel Williams (ENG) Rebecca Edwards (ENG) |
| Upton 35' Mullan 51'   | verslag | Watson 49' Costello 52' McEwan 54' | Scheidsrechters: Rachel Williams (ENG) Rebecca Edwards (ENG) |

| 15 augustus 2025 14:45 |         |                                          |                                                             |
| Frankrijk              | 1–5     | Engeland                                 | Scheidsrechters: Sophie Bockelmann (GER) Sandra Adell (ESP) |
| Lhopital 32'           | verslag | Balsdon 7', 7', 53' Rayer 19' Owsley 49' | Scheidsrechters: Sophie Bockelmann (GER) Sandra Adell (ESP) |

| 17 augustus 2025 9:30 |         |            |                                                       |
| Engeland              | 2–1     | Ierland    | Scheidsrechters: Ivona Makar (CRO) Sandra Adell (ESP) |
| Howard 16' Bourne 31' | verslag | Mullan 23' | Scheidsrechters: Ivona Makar (CRO) Sandra Adell (ESP) |

| 17 augustus 2025 11:45 |         |                            |                                                            |
| Frankrijk              | 0–2     | Schotland                  | Scheidsrechters: Ben Göntgen (GER) Sophie Bockelmann (GER) |
|                        | verslag | Robertson 34' Costello 41' | Scheidsrechters: Ben Göntgen (GER) Sophie Bockelmann (GER) |

## Plaatsen 1 tot en met 4
|  | Halve finale    | Halve finale |              |       | Finale | Finale |
|  |                 |              |              |       |        |        |
|  | 15 augustus     |              |              |       |        |        |
|  |                 |              |              |       |        |        |
|  | Nederland       | 3            |              |       |        |        |
|  | Nederland       | 3            | 17 augustus  |       |        |        |
|  | Spanje          | 1            |              |       |        |        |
|  | Spanje          | 1            | Nederland    | 2     |        |        |
|  | 15 augustus     |              | Nederland    | 2     |        |        |
|  |                 | Duitsland    | 1            |       |        |        |
|  | België          | Duitsland    | 1            | 1 (2) |        |        |
|  | België          |              |              | 1 (2) |        |        |
|  | Duitsland (PSO) | 1 (3)        |              |       |        |        |
|  | Duitsland (PSO) | 1 (3)        | Troostfinale |       |        |        |
|  |                 |              |              |       |        |        |
|  | 17 augustus     |              |              |       |        |        |
|  |                 |              |              |       |        |        |
|  | Spanje (PSO)    | 0 (2)        |              |       |        |        |
|  | Spanje (PSO)    | 0 (2)        |              |       |        |        |
|  | België          | 0 (1)        |              |       |        |        |

### Halve finales
| 15 augustus 2025 17:00 |         |            |                                                                  |
| Nederland              | 3–1     | Spanje     | Scheidsrechters: Marcin Grochal (POL) Sébastien Michielsen (BEL) |
| Jansen 22', 26', 49'   | verslag | Álvarez 5' | Scheidsrechters: Marcin Grochal (POL) Sébastien Michielsen (BEL) |

| 15 augustus 2025 20:00                    |         |                                   |                                                           |
| België                                    | 1–1     | Duitsland                         | Scheidsrechters: Paul Walker (ENG) Lorijn de Kraker (NED) |
| Gerniers 51'                              | verslag | Wanner 3'                         | Scheidsrechters: Paul Walker (ENG) Lorijn de Kraker (NED) |
| Shoot-out                                 |         |                                   | Scheidsrechters: Paul Walker (ENG) Lorijn de Kraker (NED) |
| Englebert Ballenghien Rasir Bonami Marien | 2–3     | Schwabe Fleschütz Strauss Micheel | Scheidsrechters: Paul Walker (ENG) Lorijn de Kraker (NED) |

### Troostfinale
| 17 augustus 2025 14:30                                         |         |                                                                            |                                                               |
| Spanje                                                         | 0–0     | België                                                                     | Scheidsrechters: Rebecca Edwards (ENG) Lorijn de Kraker (NED) |
|                                                                | verslag |                                                                            | Scheidsrechters: Rebecca Edwards (ENG) Lorijn de Kraker (NED) |
| Shoot-out                                                      |         |                                                                            | Scheidsrechters: Rebecca Edwards (ENG) Lorijn de Kraker (NED) |
| Segú P. Jiménez Vidosa L. Jiménez Agulló L. Jiménez P. Jiménez | 2–1     | Vanden Borre Ballenghien Belis Vanden Borre Vandermeiren Rasir Ballenghien | Scheidsrechters: Rebecca Edwards (ENG) Lorijn de Kraker (NED) |

### Finale
| 17 augustus 2025 17:00 |         |           |                                                              |
| Nederland              | 2–1     | Duitsland | Scheidsrechters: Rachel Williams (ENG) Magali Sergeant (BEL) |
| Dicke 6' Fokke 18'     | verslag | Nolte 35' | Scheidsrechters: Rachel Williams (ENG) Magali Sergeant (BEL) |

## Eindrangschikking
| Rank   | Team      |
| ------ | --------- |
| Goud   | Nederland |
| Zilver | Duitsland |
| Brons  | Spanje*   |
| 4      | België    |
| 5      | Engeland  |
| 6      | Schotland |
| 7      | Frankrijk |
| 8      | Ierland   |

|  | Gekwalificeerd voor het Wereldkampioenschap 2026 in Waver (België) en Amstelveen (Nederland) |

* Omdat Nederland en Duitsland al geplaatst waren voor het WK 2026 –Nederland als gastland en Duitsland tijdens de Hockey Pro League 2024– ging het WK-ticket naar Spanje.